# 沃尔特·里格斯
沃尔特·里格斯（英語：Walter Riggs，1877年1月1日—1951年11月10日），英国男子帆船运动员。他曾代表英国参加1924年夏季奥林匹克运动会帆船比赛，联同欧内斯特·罗尼、戈登·福勒、埃德温·雅各布和托马斯·里格斯获得8米级银牌。